# Église Saint-Pierre-Saint-Paul d'Artigue
L'église Saint-Pierre-Saint-Paul d'Artigue est une église catholique située à Artigue, dans le département français de la Haute-Garonne en France.

## Présentation
L'église serait datée du Xe siècle. D'après un acte de don fait au Xe siècle, l'église fut donnée à l'abbaye de Lézat,.
Au XVIIe siècle, l'Ordre de Malte percevait la dîme de l'église.
En 1864, le clocher de l'église est reconstruit par la commune avec l'accord du préfet de la Haute-Garonne.
Le clocher abrite deux cloches :
- Une dédié aux saints Pierre et Paul datée de 1828 ;
- Une dédiée à la Vierge Marie datée datée de 1858.

## Description

### Intérieur
Sur les murs de la nef sont placés des tableaux du chemin de croix, de la Cène et de la Sainte Famille.
À gauche de la nef est placée une statue du Sacré-Cœur de Jésus.
Sur les deux portails de la clôture du chœur est représenté l'Agneau de Dieu.
À gauche du chœur est placée une statue dorée de sainte Germaine.
Sur l'abside sont placées des statues et statuettes :
- À gauche : saint Joseph et l'Immaculée Conception.
- À droite : Notre-Dame de Lourdes et le Sacré-Cœur de Jésus.

Sur la porte du tabernacle est représenté le Christ pantocrator.

## Galerie

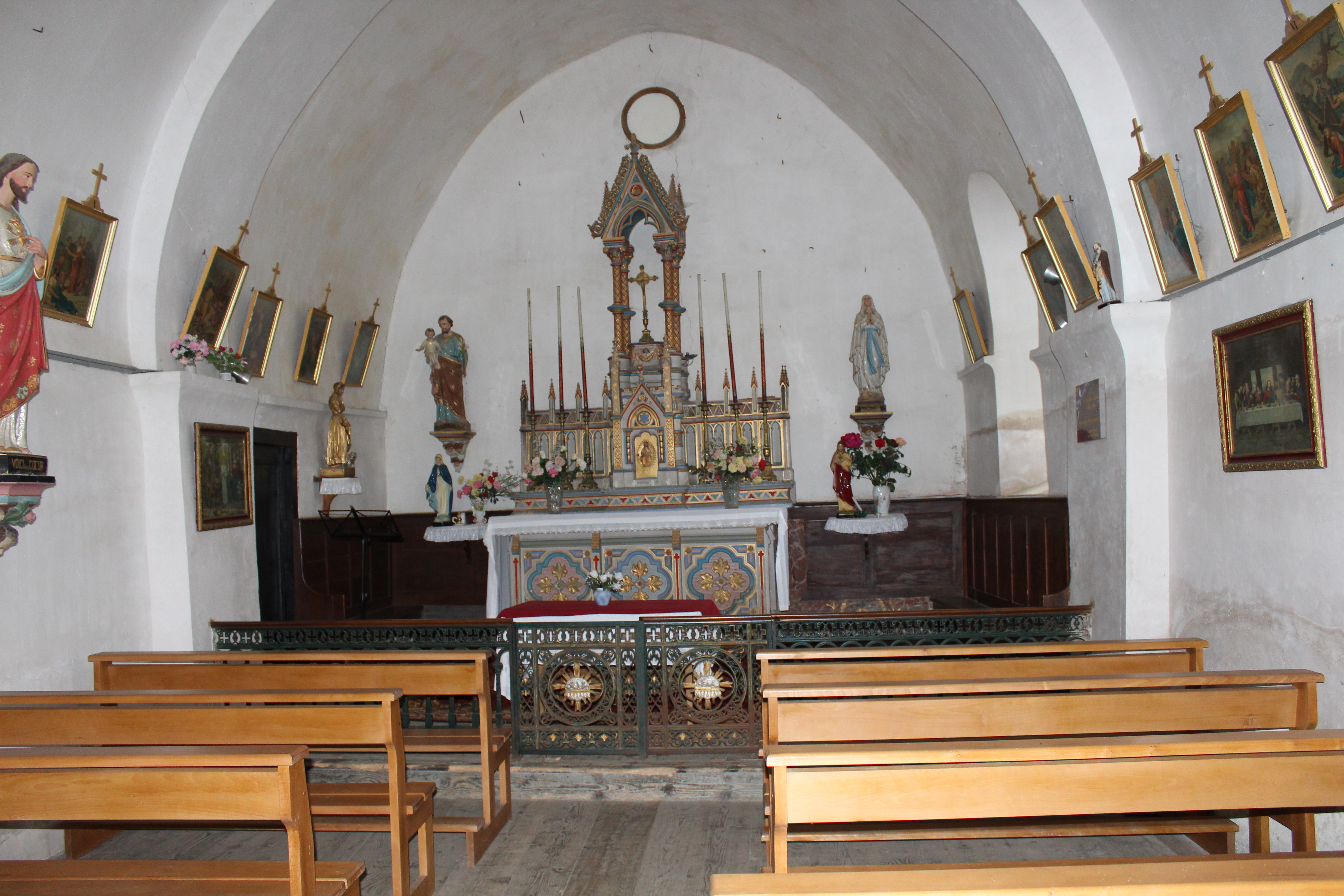
La nef et le chœur.
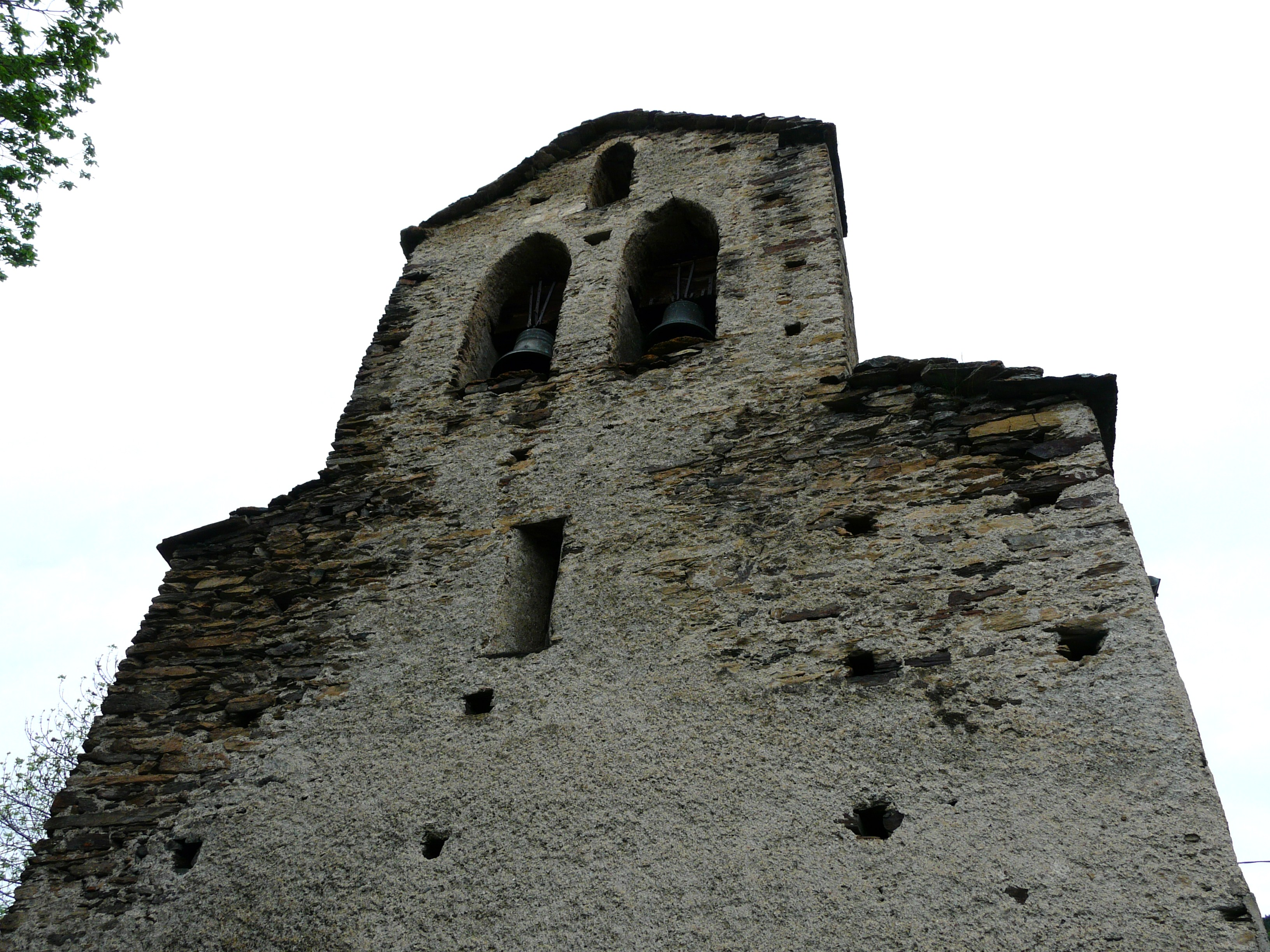
Le clocher.
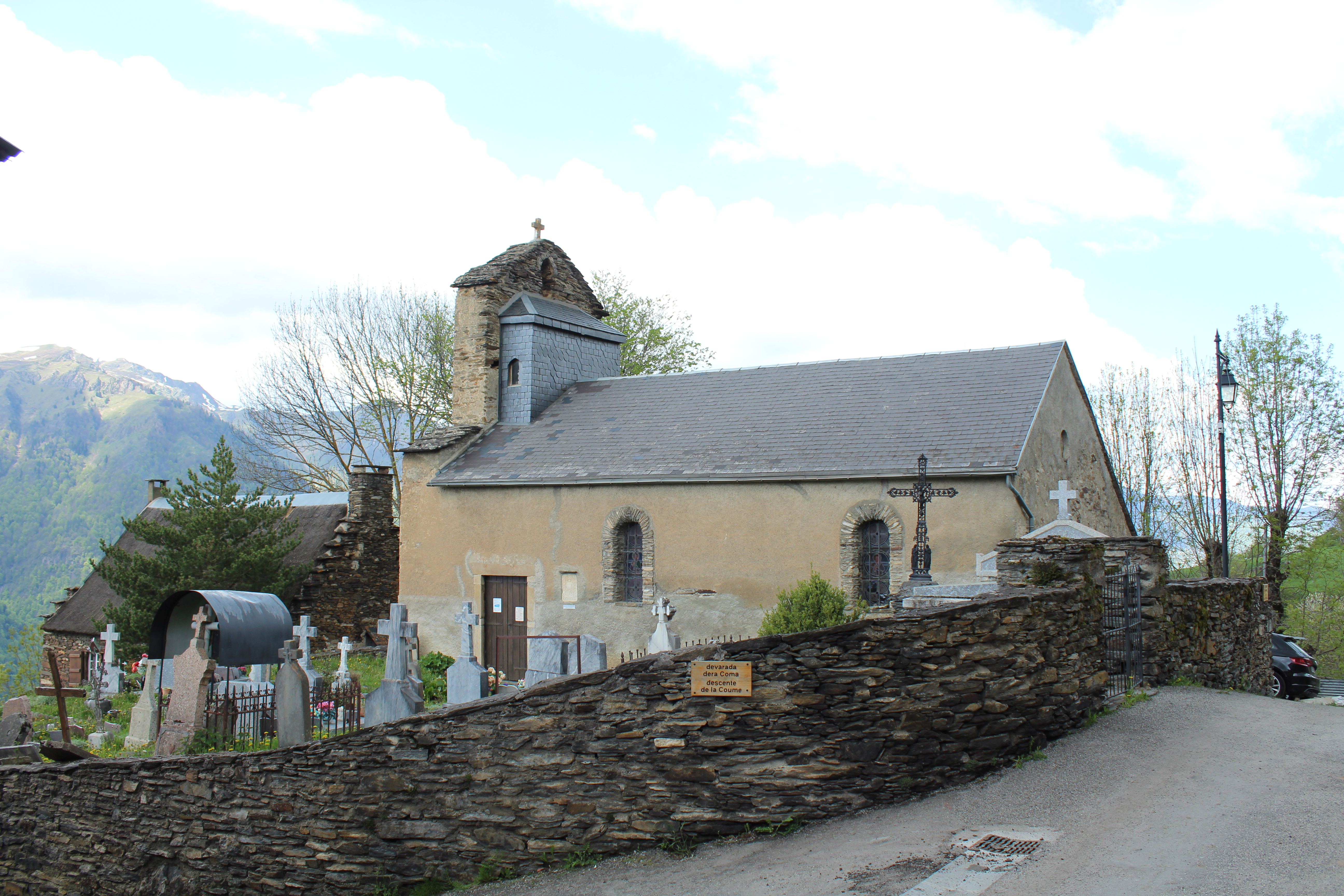